# Christoph Krix
Christoph Krix (* 1959 in Landshut) ist ein deutscher Schauspieler und Synchronsprecher.

## Leben und Wirken
Christoph Krix studierte nach dem Abitur zunächst Germanistik, Romanistik und Theaterwissenschaften an der Ludwig-Maximilians-Universität in München, später Philosophie an der Freien Universität Berlin.
Von 1983 bis 1985 absolvierte Krix schließlich eine professionelle Schauspielausbildung am Schauspielstudio Freese in Hamburg. Erste Theaterengagements hatte Krix unter anderem am Modernen Theater München, am Kleinen Theater Landshut, an den Städtischen Bühnen Dortmund, am Residenztheater München und an den
Städtischen Bühnen Freiburg.
Ab Mitte der 1980er-Jahre spielte Krix auch im deutschen Fernsehen, wo er neben einigen Hauptrollen in anspruchsvollen kleineren Fernsehfilmen oft in Nebenrollen eingesetzt wurde. In Fernsehserien übernahm er mehrfach Episodenrollen und auch Gastrollen, wobei er häufig Rollen mit bayerischem oder österreichischem Hintergrund spielte. Krix wirkte für den Bayerischen Rundfunk in mehreren Fernsehproduktionen und auch in Aufzeichnungen der Fernsehreihe Der Komödienstadel mit. So spielte er 1986 zu Beginn seiner Fernsehkarriere den Sigi Tanner in der Komödienstadel-Episode Der Nothelfer. Der Regisseur Jo Baier besetzte ihn als Hauptmann Piper in der Fernsehproduktion Stauffenberg (2004). 
Seit Februar 2006 (Folge 93) spielt Krix, mit teilweise langen Unterbrechungen, eine wiederkehrende Rolle als Kriminalhauptkommissar Siggi Meyser in der ARD-Telenovela Sturm der Liebe. Außerdem war er 2007 mehrfach in einer Gastrolle in der Serie Dahoam is Dahoam zu sehen.
Neben seiner Schauspieltätigkeit ist Christoph Krix auch als Synchronsprecher tätig. Außerdem arbeitet er als Sprecher und Texter für den Rundfunk. Krix nahm als Sprecher zahlreiche Hörbücher und Hörspiele auf. Er las unter anderem Kriminalromane von Jeff Abbott, Gregg Hurwitz und Roderick Anscombe und sprach in Märchenproduktionen für Kinder.
Christoph Krix lebt abwechselnd in München und Berlin.

## Filmografie
- 1985: Tatort: Schicki-Micki (Fernsehreihe)
- 1986: Der Komödienstadel: Der Nothelfer (Fernsehreihe)
- 1987: Anna und Franz
- 1987: Tatort: Pension Tosca oder Die Sterne lügen nicht
- 1987: Zur Freiheit (Fernsehserie, Folge Die Abkocher)
- 1987–2003: SOKO München (Fernsehserie, 5 Folgen, verschiedene Rollen)
- 1988: Schlaflose Nächte
- 1989–1991: Löwengrube (Fernsehserie, 7 Folgen)
- 1991: Der Alte (Fernsehserie, 1 Folge)
- 1991: Ein Heim für Tiere (Fernsehserie, 1 Folge)
- 1992: Die blaue Stunde
- 1993: Forsthaus Falkenau (Fernsehserie, 1 Folge)
- 1994: Nah am Wasser
- 1995: Hölleisengretl
- 1995: Die Sängerknaben
- 1995: Prinz zu entsorgen
- 1996: Der König (Fernsehserie, Folge Ein fauler Apfel)
- 1998: Café Meineid (Fernsehserie, Folge Dieses München)
- 1998: Stadtklinik (Fernsehserie, 1 Folge)
- 1998: Im Namen des Gesetzes (Fernsehserie, Folge Der kleine Finger)
- 1998: Tatort: In der Falle
- 1999: Ein Fall für zwei (Fernsehserie, Folge Von Nagel zu Nagel)
- 1999: Marienhof (Fernsehserie, 9 Folgen)
- 2000: Verkehrsgericht (Fernsehserie, 1 Folge)
- 2001: Balko (Fernsehserie, 1 Folge)
- 2001: Für alle Fälle Stefanie (Fernsehserie, 1 Folge)
- 2002: St. Angela (Fernsehserie, Folge Harte Schale, weicher Kern)
- 2002: Alphateam – Die Lebensretter im OP (Fernsehserie, 1 Folge)
- 2002: Halbe Miete
- 2002: Tatort: Endspiel
- 2004: Stauffenberg
- 2004: Sehnsucht
- 2004: Die Albertis
- 2004: SK Kölsch (Fernsehserie, Folge Partnertausch)
- 2005: Die Rosenheim-Cops (Fernsehserie, Folge Schwarze Ikonen)
- 2006: Tatort: Revanche
- seit 2006: Sturm der Liebe (Fernsehserie, Seriennebenrolle)
- 2007: Der Bulle von Tölz: Krieg der Camper (Fernsehserie)
- 2007: Die Entführung
- 2007: Tatort: Der Finger
- 2007: Dahoam is Dahoam (Fernsehserie, Seriennebenrolle)
- 2007: Die Familienanwältin (Fernsehserie, 1 Folge)
- 2009: Um Himmels Willen (Fernsehserie, 1 Folge)
- 2011: Der Staatsanwalt (Fernsehserie, Folge Fluch der Bilder)
- 2012: Klinik am Alex (Fernsehserie, Folge Familienbande)
- 2013: Alles Klara (Fernsehserie, Folge Der allerletzte Zeuge)
- 2014: Chiemgauer Volkstheater: Daniel in der Löwengrube (Fernsehreihe)
- 2014: SOKO Stuttgart (Fernsehserie, Folge Falsche Zeit, Falscher Ort)
- 2016: Familie Dr. Kleist (Fernsehserie, Folge Das liebe Geld)
- 2018: Notruf Hafenkante (Fernsehserie, Folge Stegners letzter Coup)

## Synchronrollen (Auswahl)

### Filme
- 1998: Frank Wilcox als Capt. Webb in Sein letztes Kommando
- 2006: LeJon Stewart als LeJon in Pirates of the Caribbean – Fluch der Karibik 2
- 2014: Carl McDowell als Nachbar in Playing It Cool
- 2015: Julian Firth als Maitre 'D in Im Rausch der Sterne
- 2015: Brandon McClelland als Rechtsanwalt in Der Moment der Wahrheit
- 2016: Dave Collette als Darren in The Confirmation

### Serien
- 1993: Reed Birney als Malcolm Barclay in Law & Order
- 1998: Hank Azaria als Kliff, der Autoverkäufer in Die Simpsons
- 2007: Steve Archer als Ori-Commander in Stargate – Kommando SG-1
- 2015–2016: Bryan Batt als Bürgermeister Quinn Maddox in Scream
- 2015–2017: Manolo Cardona als Eduardo Sandoval in Narcos